# Trifolium sect. Chronosemium
Trifolium sect. Chronosemium ist eine Sektion in der Gattung Klee (Trifolium). Mit 17 Arten in Amerika ist sie die viertgrößte Sektion der Gattung. Die Arten sind in fünf Serien aufgeteilt. Hauptkennzeichen der Sektion sind der auffällige zweilippige Kelch, die persistente Krone mit löffel- oder bootförmiger Fahne und die einsamigen Früchte.

## Beschreibung
Die Arten der Sektion Chronosemium sind einjährige, krautige Pflanzen. Die Blütenstände sind vielblütig und kopfig-kugelig bis eiförmig. Selten sind sie wenigblütig und rispenartig. Die Einzelblüten sind kurz gestielt. Die Blütenstiele biegen bei der Fruchtreife um.

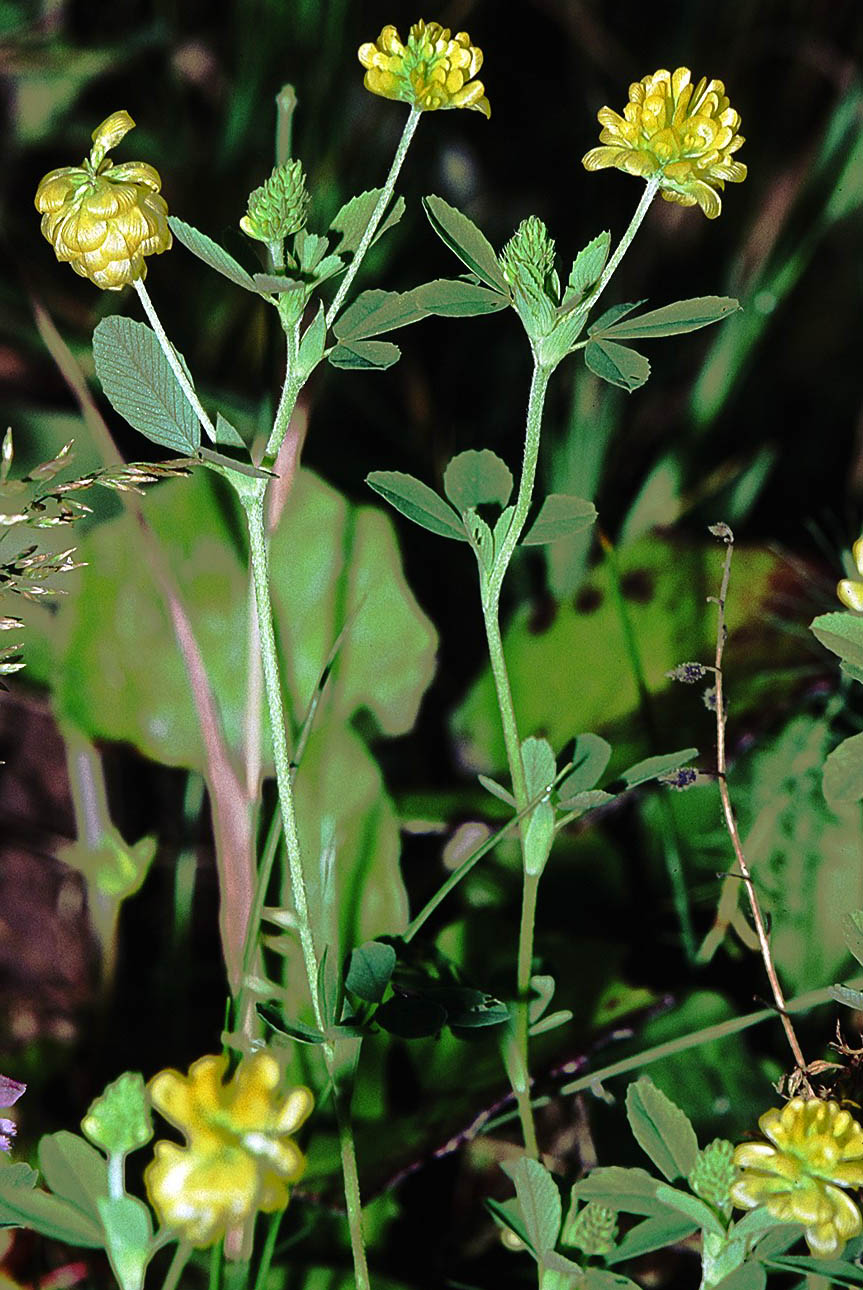
Serie Agraria: Gold-Klee (Trifolium aureum)

Tragblätter sind vorhanden und winzig oder fehlen ganz. Der Kelch ist häufig glockenförmig und fünfnervig. Die Kelchröhre ist offen und kahl. Die Kelchzähne sind ungleich, die zwei hinteren sind deutlich kürzer als die drei vorderen, und geben dem Kelch ein zweilippiges Aussehen.
Die Kronblätter sind gelb, purpurn oder rosa, aber nie weiß. Sie bleiben bei der Fruchtreife erhalten, biegen um und trocknen ein. Die Fahne ist deutlich löffel- oder bootförmig.
Die Hülsenfrucht ist gestielt oder sitzend und ein- bis zweisamig. Sie ist hinter der verbleibenden Krone verborgen.

## Verbreitung
Die Arten der Sektion Chronosemium finden sich in Eurasien, hauptsächlich am Mittelmeer. Neophytische Vorkommen einzelner Arten finden sich aber auch in Afrika und Nordamerika.

## Systematik

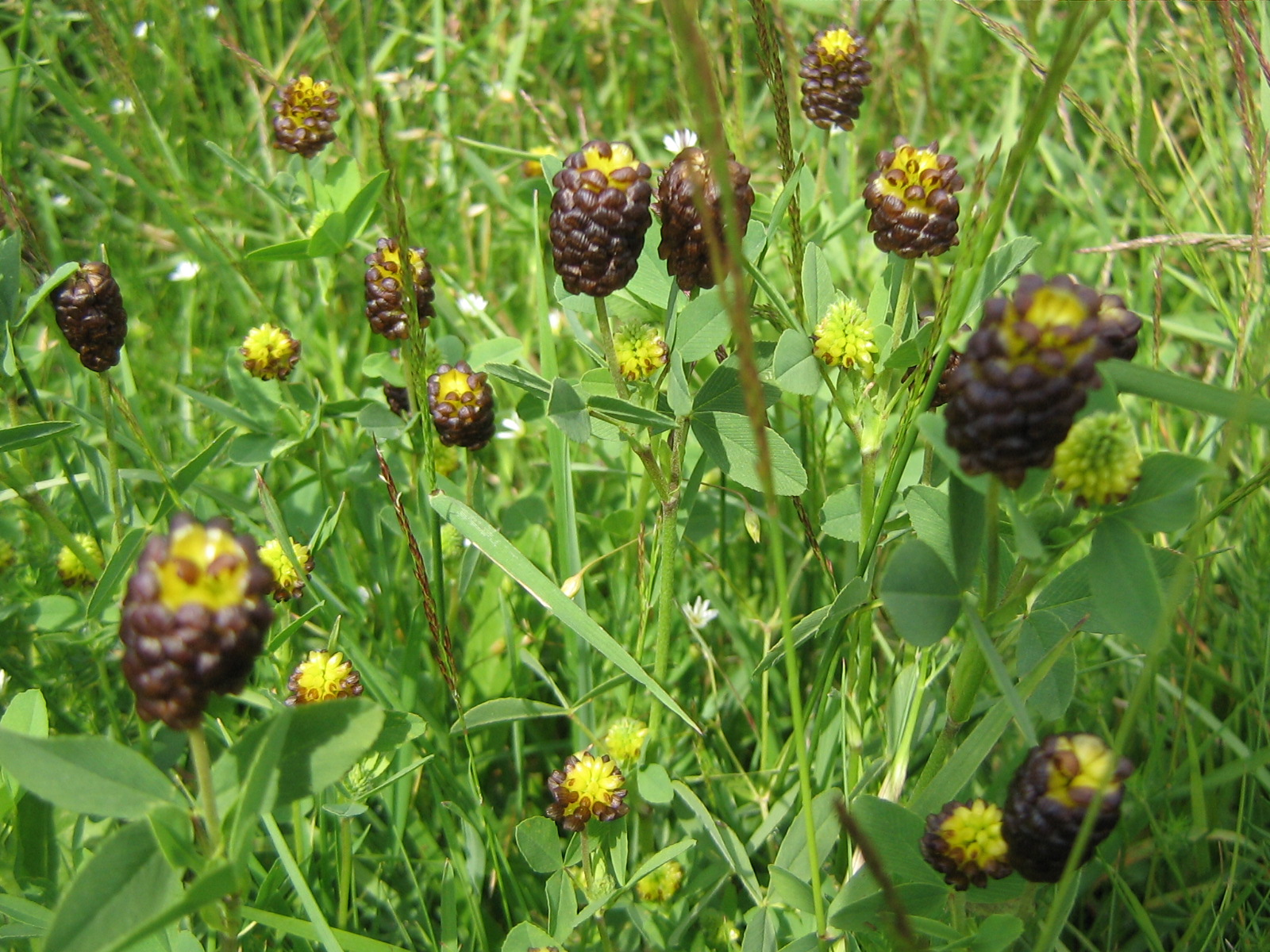
Serie Badia: Moor-Klee (Trifolium spadiceum)

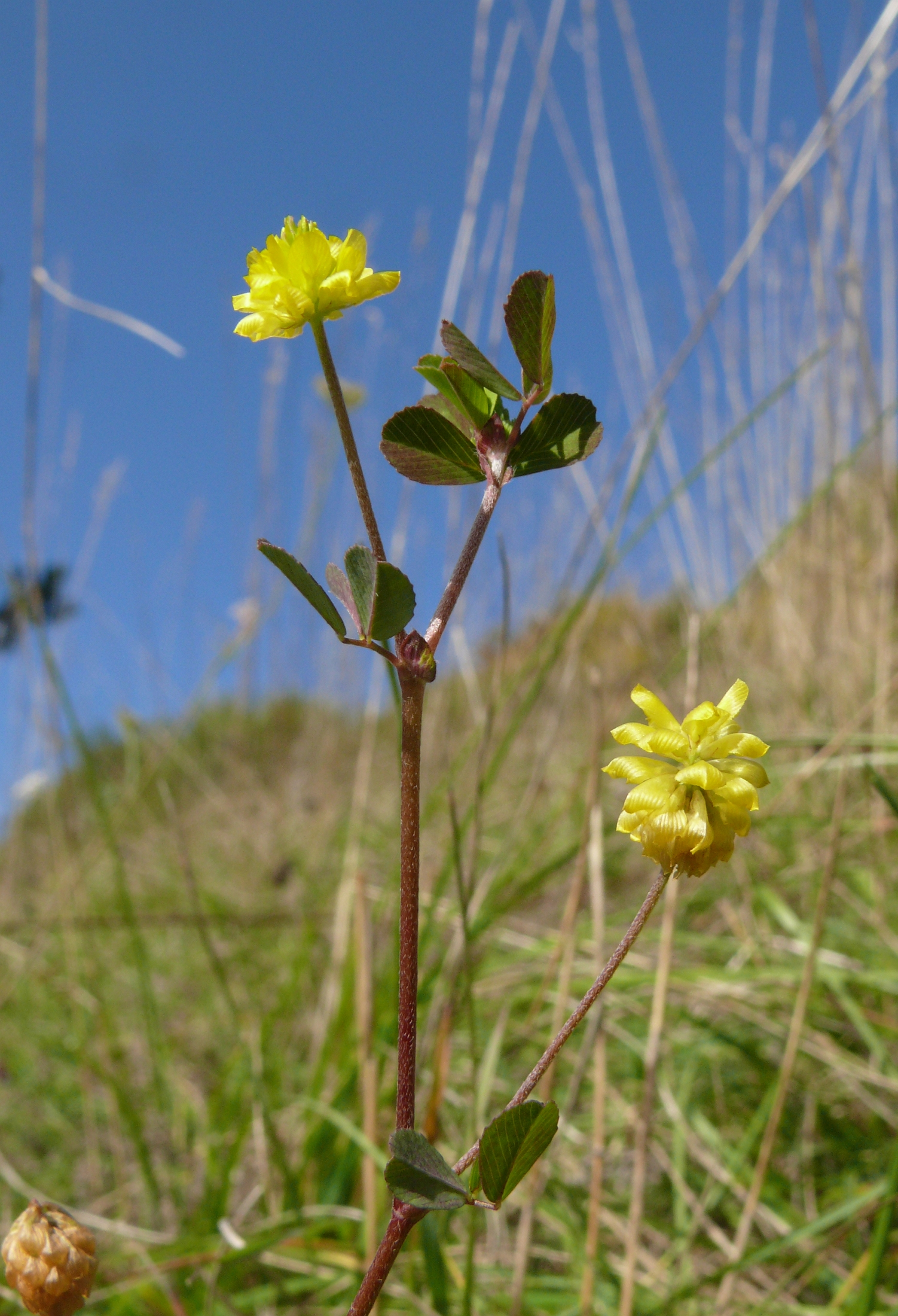
Serie Agraria: Feld-Klee (Trifolium campestre)

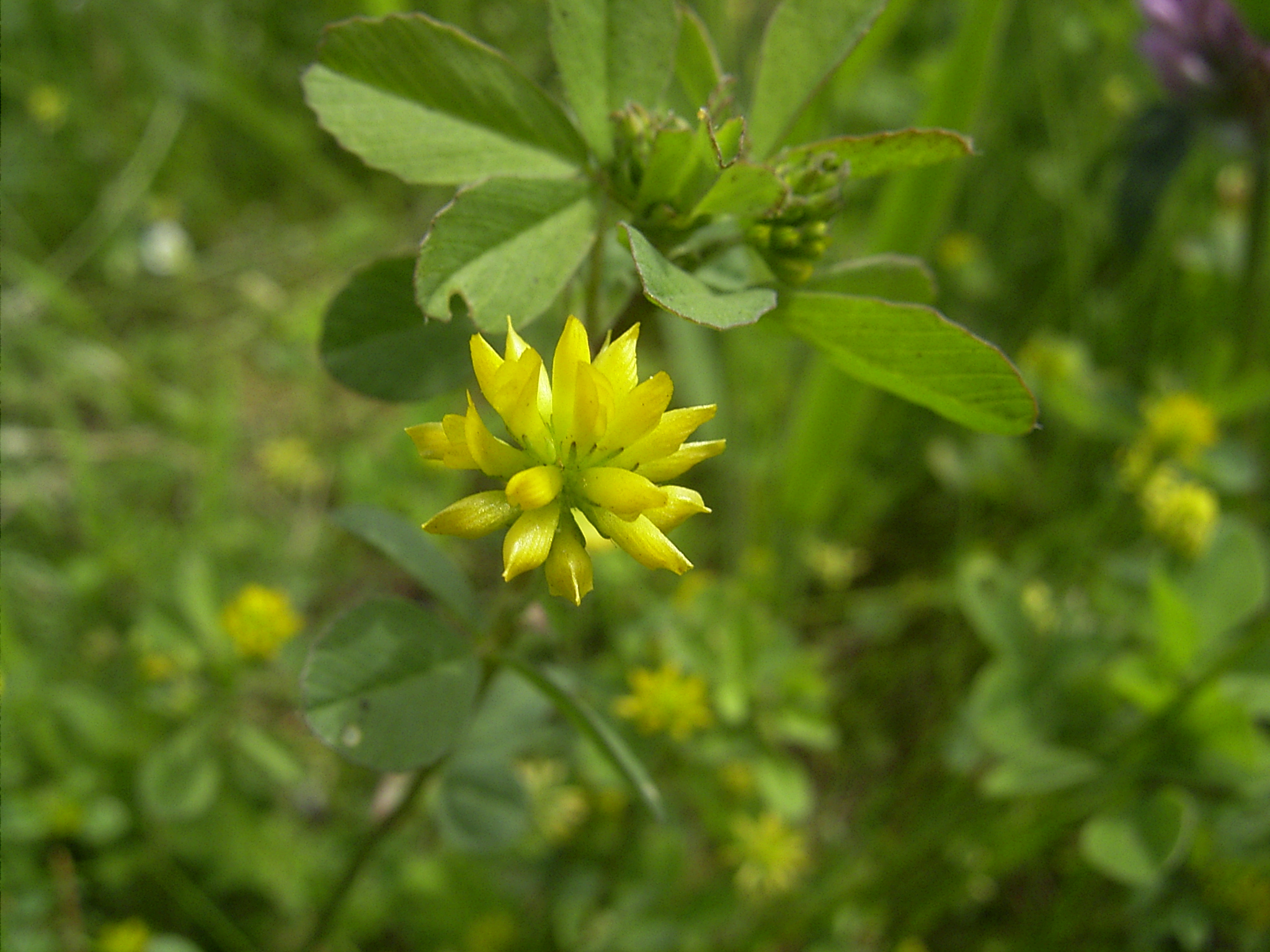
Serie Filiformia: Faden-Klee (Trifolium dubium) – Blütenstand

Die Typusart der Sektion ist der Braun-Klee (Trifolium badium).
Ein Synonym auf Gattungsebene ist Chrysaspis Desv. Die Arten der Sektion Chronosemium und ihre Zuordnung nach Michael Zohary und David Heller sind:
| - Sektion Chronosemium Ser. - Serie Stipata Zoh. - Trifolium sintenisii Freyn - Serie Comosa Gib. et Belli - Trifolium billardieri Spreng. - Trifolium boissieri Guss. - Trifolium brutium Ten. - Trifolium grandiflorum Schreb. - Trifolium philistaeum Zoh. - Serie Badia Bobr. - Braun-Klee (Trifolium badium Schreb.) - Trifolium erubescens Fenzl - Trifolium praetermissum Greuter, Pleger & Raus - Trifolium sebastianii Savi - Moor-Klee (Trifolium spadiceum L.) - Serie Agraria Bobr. - Gold-Klee (Trifolium aureum Poll.) - Feld-Klee (Trifolium campestre Schreb.) - Spreiz-Klee (Trifolium patens Schreb.) - Trifolium velenovskyi Vandas - Serie Filiformia Gib. et Belli - Trifolium dolopium Heldr. et Hausskn. - Faden-Klee (Trifolium dubium Sibth.) - Kleinster Klee (Trifolium micranthum Viv.) - Trifolium phitosianum N.Böhling, Greuter & Raus |